# Paolo Bettini
Paolo Bettini (Cecina, Livorno, 1 de abril de 1974), apodado Il Grillo, es un exciclista italiano, profesional desde 1997 y considerado como uno de los mejores ciclistas del comienzo de siglo. Clasicómano de raza, es apreciado entre el pelotón por su casta, temple, inteligencia y fuerza en las carreteras. Dotado de un palmarés más reducido que el de otros grandes especialistas en cuanto a calidad, sus triunfos están siempre dotados de gran prestigio y espectáculo. Perteneció al equipo belga Quick Step desde la temporada 2003.
Paolo Bettini fue Campeón del Mundo de Ciclismo, tras conseguir, el 30 de septiembre de 2007, la medalla de oro en la prueba de ruta celebrada en la ciudad alemana de Stuttgart. Este triunfo le sirvió, además, para revalidar su título mundial obtenido, un año antes, en Salzburgo (Austria). Además, fue ganador, el 14 de agosto de 2004, de la medalla de oro en los Juegos Olímpicos de Atenas 2004, en la prueba de ruta masculina, ha ganado también tres veces consecutivas la Copa del Mundo de Ciclismo (2002, 2003, 2004), siendo el último ciclista acreedor de tal título, dada la desaparición de este sistema en la misma temporada en que cosechó su tercer triunfo.
Su mejor temporada hasta 2006 fue la de 2003, año en el cual ganó la Milán-San Remo, la HEW Cyclassics y la Clásica San Sebastián.
Bettini dejó el ciclismo profesional tras el Mundial de Varese de 2008.
El 4 de diciembre de 2009 se anunció que estaba siendo investigado por las autoridades italianas por una supuesta evasión fiscal de 11 millones de euros.
En octubre de 2020, durante la edición postergada por la crisis del Covid-19 del Giro de Italia, realizó inserciones publicitarias -en las que comentaba estrategias de ciclismo- para la cobertura de la RAI que realizaron los también exciclistas Marco Saligari, Andrea de Luca, Gianni Bugno y Damiano Cunego.

## Biografía
Nació en el seno de una familia de la Toscana. Su primera bicicleta consistió en un cuadro de segunda mano, que su padre Giuliano pintó de naranja, completado con componentes de otras bicicletas. Bettini se inició en la competición por influencia de su hermano, ganando 23 de sus 24 primeras carreras.

## Trayectoria

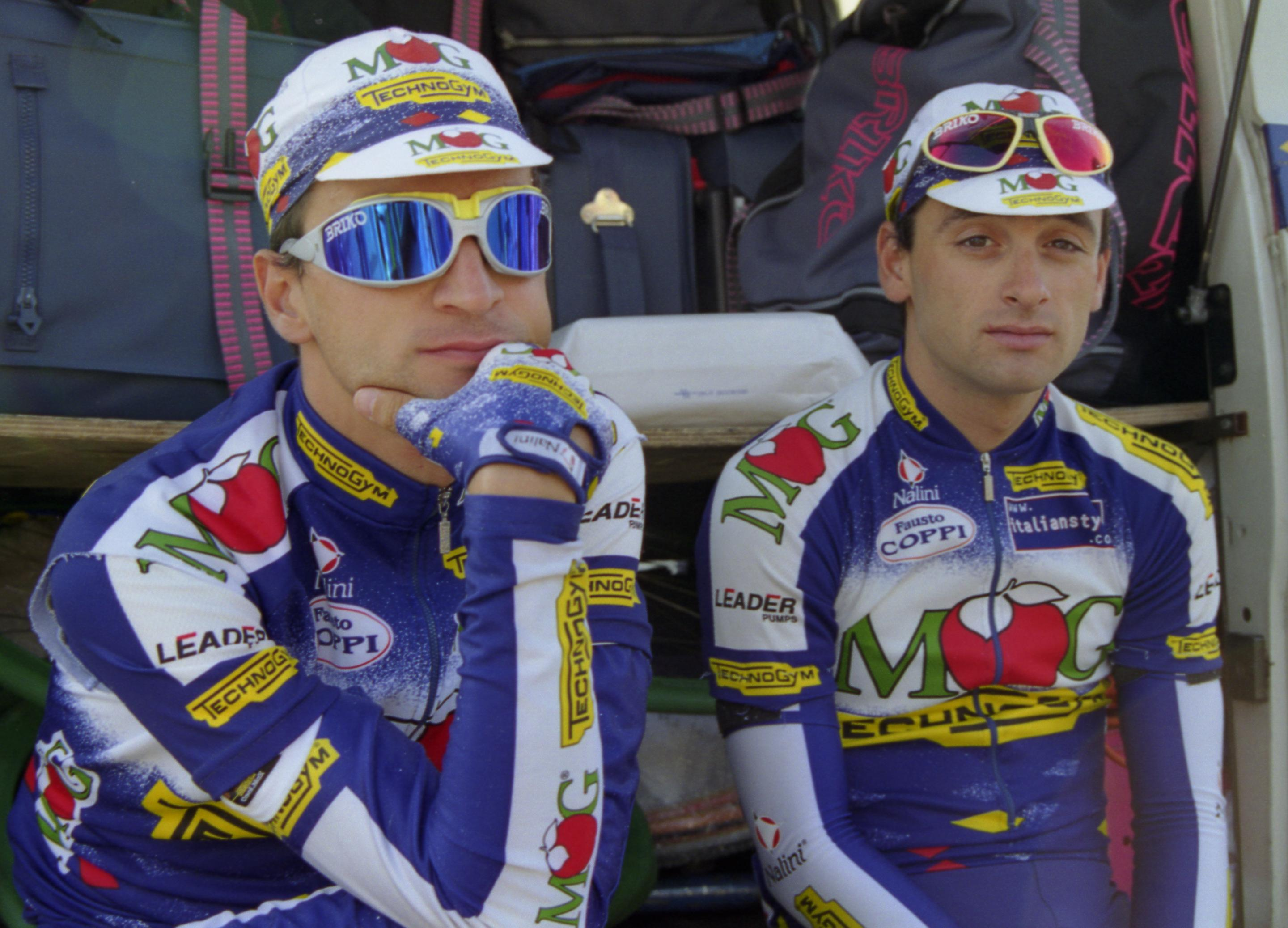
Bettini, en 1997.

Debutó como profesional en 1997 en las filas del MG-Technogym, donde finalizó la temporada sin estrenar su palmarés.
En 1998 corrió en el Asics, logrando su primera victoria como profesional al imponerse en la 4.ª etapa del Tour de Romandía.
En 1999 fichó por el Mapei dirigido por Patrick Lefevere. En su primera temporada en la escuadra logró dos victorias: una etapa de la Tirreno-Adriático y el Giro de la Provincia de Lucca (carrera que se disputaba por primera vez ese año).

En 2000 ganó la prestigiosa clásica Lieja-Bastoña-Lieja, uno de los cinco monumentos del ciclismo. Bettini logró ese año otro importante triunfo, una victoria de etapa en el Tour de Francia.

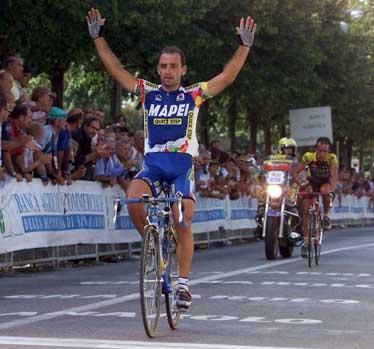
Bettini, en 2001.

En 2001 ganó el Campeonato de Zúrich y la Coppa Placci.
En 2002 ganó la Lieja-Bastoña-Lieja por segunda vez en su carrera. Ese año ganó además la Copa del Mundo.
En 2003 ganó la clásica Milán-San Remo, considerado uno de los cinco monumentos del ciclismo. En junio se proclamó Campeón de Italia en Ruta, ganando la maglia tricolore por primera vez.
Ese año ganó también la Clásica San Sebastián, proclamándose ganador de la Copa del Mundo por segunda temporada consecutiva.
En 2004 ganó la prueba en ruta de los Juegos Olímpicos de Atenas 2004, logrando la medalla de oro. Bettini decidió lucir a partir de entonces un casco dorado, en recuerdo de dicho triunfo.

Ese año ganó la Copa del Mundo por tercera vez consecutiva, convirtiéndose en el primer ciclista en lograrlo. El récord de Bettini se produjo en la última temporada en la que se disputó dicha competición, ya que a partir de 2005 se estableció un nuevo sistema, el UCI ProTour, en el que además de las clásica computaban también diversas vueltas por etapas.

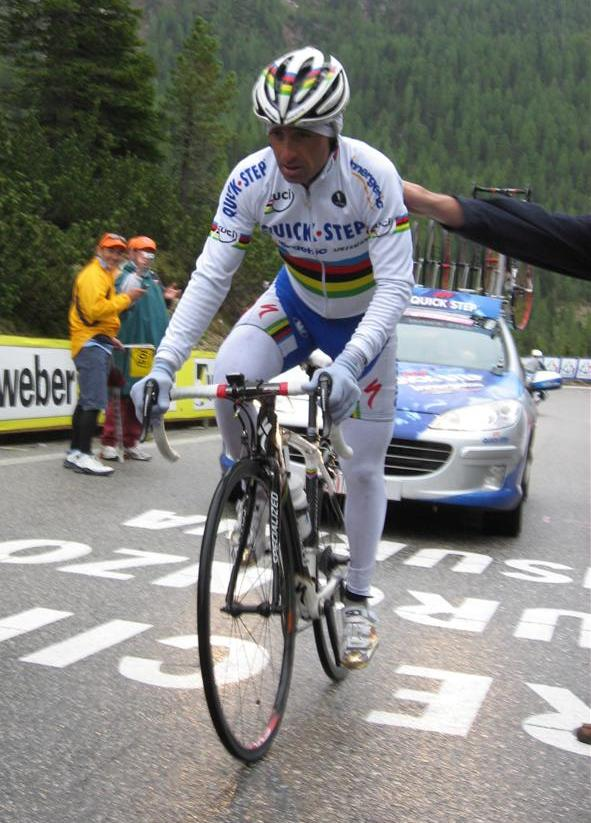
Bettini con el maillot arcoíris durante una etapa del Giro de Italia 2007.

En 2007 inició la temporada ganando una etapa en el Tour de California. Con la vista puesta en el Mundial, acudió para afinar su puesta a punto a la Vuelta a España, donde ganó una etapa. Su participación en el Mundial que se disputaba en Stuttgart, sin embargo, fue puesta en duda debido a la negativa de Bettini a firmar un compromiso contra el dopaje. Finalmente pudo tomar parte en la carrera, en la que se impuso, proclamándose así Campeón del Mundo en Ruta por segunda vez consecutiva.
En 2008 ganó dos etapas de la Vuelta a España. Posteriormente disputó el Mundial, donde sus compañeros de la selección italiana Alessandro Ballan y Damiano Cunego lograron un doblete al ser primero y segundo respectivamente.
En marzo de 2010, tras la muerte de Franco Ballerini, Bettini se convirtió en el nuevo seleccionador de Italia de ciclismo

## Palmarés
| 1998 - 1 etapa del Tour de Romandía 1999 - 1 etapa de la Tirreno-Adriático - Giro de la Provincia de Lucca 2000 - 1 trofeo de la Challenge Vuelta a Mallorca (Trofeo Cala Rajada) - Memorial Cecchi Gori, más 1 etapa - Lieja-Bastoña-Lieja - 1 etapa del Tour de Francia 2001 - Campeonato de Zúrich - Coppa Placci - 2.º en el Campeonato Mundial en Ruta - 2 etapas del Tour de Langkawi 2002 - Giro Riviera Ligure Ponente, más 2 etapas - 1 etapa de la Tirreno-Adriático - Lieja-Bastoña-Lieja - Tour de Valonia, más 1 etapa - Giro de Lazio - Coppa Sabatini - Copa del Mundo - Tour de Valonia 2003 - Milán-San Remo - Clásica de San Sebastián - HEW Cyclassics - Copa del Mundo - Campeonato de Italia en Ruta - Ranking UCI | 2004 - Juegos Olímpicos en Ruta - Copa del Mundo - Tirreno-Adriático, más 2 etapas - 1 etapa de la Vuelta a Suiza - Gran Premio Ciudad de Camaiore 2005 - 1 etapa del Giro de Italia, más la clasificación por puntos - 1 etapa de la Vuelta a España - Campeonato de Zúrich - Giro de Lombardía 2006 - Campeonato de Italia en Ruta - 1 etapa del Giro de Italia, más la clasificación por puntos y el Premio de la Combatividad - 1 etapa de la Vuelta a España - 2 etapas de la Tirreno-Adriático - Campeonato Mundial en Ruta - Giro de Lombardía - Gran Premio de Lugano - Trofeo Sóller 2007 - 1 etapa del Tour de California - Campeonato Mundial en Ruta - 1 etapa de la Vuelta a España 2008 - Trofeo Matteotti - G. P. Namur - 2 etapas de la Vuelta a España - 1 etapa de la Vuelta a Austria - 1 etapa del Tour de Valonia |

## Resultados

### Grandes Vueltas

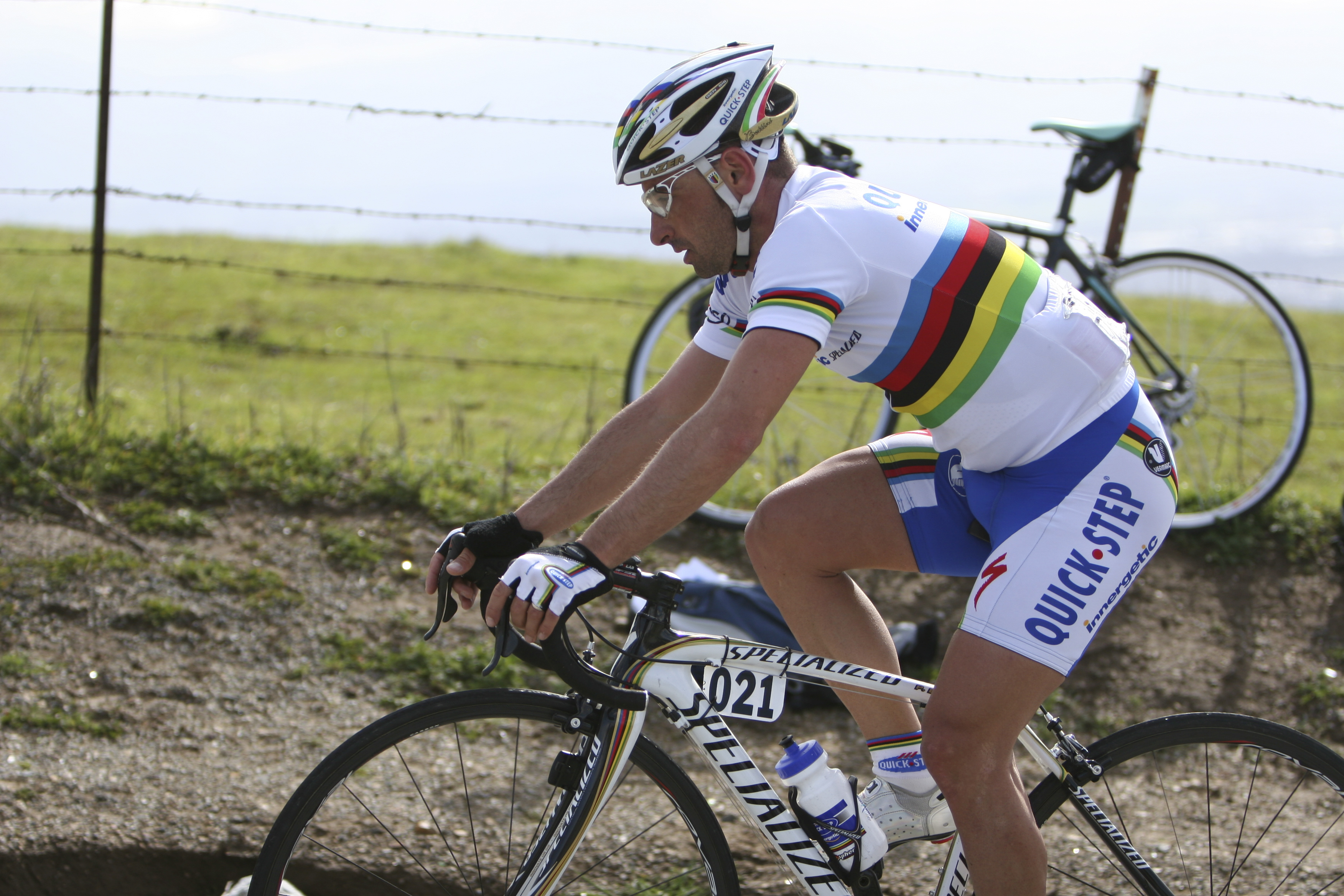
Bettini con el maillot arcoíris durante el Tour de California 2008.

| Carrera | Carrera         | 1997 | 1998  | 1999 | 2000 | 2001 | 2002 | 2003 | 2004 | 2005 | 2006 | 2007 | 2008 |
| ------- | --------------- | ---- | ----- | ---- | ---- | ---- | ---- | ---- | ---- | ---- | ---- | ---- | ---- |
|         | Giro de Italia  | 25.º | '7.º' | 44.º | —    | —    | Ab.  | —    | —    | 38.º | 56.º | 41.º | 19.º |
|         | Tour de Francia | —    | —     | —    | Ab.  | 70.º | —    | 48.º | 58.º | —    | —    | —    | —    |
|         | Vuelta a España | —    | —     | 32.º | —    | —    | —    | —    | —    | Ab.  | Ab.  | Ab.  | Ab.  |

### Clásicas, Campeonatos y JJ. OO.
| Carrera                | Carrera                | 1997 | 1998 | 1999 | 2000 | 2001 | 2002 | 2003 | 2004 | 2005 | 2006  | 2007 | 2008  |
| ---------------------- | ---------------------- | ---- | ---- | ---- | ---- | ---- | ---- | ---- | ---- | ---- | ----- | ---- | ----- |
| Omloop Het Nieuwsblad  | Omloop Het Nieuwsblad  | —    | —    | —    | —    | —    | 5.º  | 3.º  | —    | Ab.  | —     | —    | 90.º  |
| Kuurne-Bruselas-Kuurne | Kuurne-Bruselas-Kuurne | —    | —    | —    | —    | —    | 11.º | 25.º | 2.º  | —    | —     | —    | —     |
|                        | Milan San Remo         | —    | 70.º | 77.º | 40.º | 5.º  | 50.º | 1.º  | 8.º  | 42.º | 74.º  | 33.º | 101.º |
| E3 Harelbeke           | E3 Harelbeke           | —    | —    | —    | —    | —    | 4.º  | Ab.  | 48.º | —    | —     | 24.º | —     |
|                        | Tour de Flandes        | —    | —    | —    | —    | 23.º | 16.º | Ab.  | 9.º  | —    | 7.º   | 21.º | —     |
| Amstel Gold Race       | Amstel Gold Race       | —    | Ab.  | 32.º | 14.º | Ab.  | 8.º  | —    | 3.º  | 37.º | 8.º   | 7.º  | —     |
| Flecha Valona          | Flecha Valona          | —    | 50.º | —    | 19.º | 20.º | 37.º | —    | —    | 41.º | 12.º  | Ab.  | —     |
|                        | Lieja-Bastoña-Lieja    | —    | 92.º | 5.º  | 1.º  | 15.º | 1.º  | —    | 22.º | 4.º  | 2.º   | 4.º  | 9.º   |
| HEW Cyclassics         | HEW Cyclassics         | —    | 12.º | 12.º | 18.º | 6.º  | 4.º  | 1.º  | 2.º  | —    | 47.º  | 7.º  | —     |
| Clásica San Sebastián  | Clásica San Sebastián  | —    | —    | 11.º | 4.º  | 13.º | 7.º  | 1.º  | 2.º  | —    | 101.º | —    | 4.º   |
| G. P. de Zúrich        | G. P. de Zúrich        | 41.º | 8.º  | 4.º  | 25.º | 1.º  | 2.º  | 3.º  | 2.º  | 1.º  | —     | X    | X     |
| París-Tours            | París-Tours            | —    | 47.º | 14.º | 4.º  | —    | 19.º | 11.º | 6.º  | —    | —     | —    | —     |
|                        | Giro de Lombardía      | —    | 21.º | 9.º  | 10.º | 20.º | 30.º | —    | 29.º | 1.º  | 1.º   | —    | —     |
| JJ. OO. (Ruta)         | JJ. OO. (Ruta)         | X    | X    | X    | 9.º  | X    | X    | X    | 1.º  | X    | X     | X    | 18.º  |
| Mundial en Ruta        | Mundial en Ruta        | —    | 63.º | —    | 9.º  | 2.º  | 26.º | 4.º  | Ab.  | 13.º | 1.º   | 1.º  | 28.º  |
| Italia en Ruta         | Italia en Ruta         | —    | —    | —    | —    | —    | —    | 1.º  | —    | —    | 1.º   | —    | —     |

—: No participa

Ab.: Abandona

X: Ediciones no celebradas

## Equipos
- MG-Technogym (1997)
- Asics-CGA (1998)
- Mapei-Quick Step (1999-2000)
- Quick-Step (2003-2008)
  - Quick Step-Davitamon (2003-2004)
  - Quick Step (2005)
  - Quick Step-Innergetic (2006-2007)
  - Quick Step (2008)

## Reconocimientos
- Bicicleta de Oro (2006)
- Comendador de la Orden al Mérito de la República Italiana (2004)
- Diploma de Honor del Mérito Deportivo del CONI
- 2.º en la Bicicleta de Oro (2003)
- 3.º en la Bicicleta de Oro (2002 y 2007)
- Mendrisio de Oro (2003 y 2007)